# Balthasar Gerland
Balthasar Gerland (* 3. Januar 1795 in Kassel; † 23. Juni 1861 ebenda) war Generalmajor und Kommandeur eines Artillerieregiments der Hessen-kasselschen Armee.

## Leben
Balthasar Gerland war ein Sohn des Hofwagnermeisters Johann Wilhelm Gerland (1765–1837) und dessen Ehefrau Anna Katharina Rudolph (1765–1813). 1811 trat er in die Westphälische Armee ein, die im Jahr 1808 eine Stärke von 30.000 Soldaten aufwies und über ein Artillerieregiment verfügte. 1813, nach dem Ende der napoleonischen Herrschaft in Westfalen, wechselte er als Offizier zur Artillerie der kurhessischen Armee. Dort wurde er 1832 Major, war Befehlshaber eines Artillerieregiments und stieg zum Generalmajor auf. Gerland organisierte die kurhessische Artillerie neu und erwarb beim Bau der Main-Weser-Bahn große Verdienste. 1848/1850 war er Führer des liberalen Offizierkorps.

### Familie
Seine ersten beiden Frauen verstarben früh, so dass er am 29. Januar 1832 in dritter Ehe in Kassel Wilhelmine Friederike Grandidier (1803–1894, Tochter des Leibarztes Cornelius Grandidier) heiratete. Aus dieser Ehe sind die Kinder Karl Justus Ferdinand (1829–1900, Major), Georg Cornelius Karl (1833–1919), Johann Ludwig Otto (1835–1922), Anton Werner Ernst (1838–1910), Friedrich Ernst Wilhelm (1839–1924, Ökonomierat) und Heinrich Viktor Gustav (1841–1911, Rittergutsbesitzer) hervorgegangen.

## Schriften
- Pulvermagazin, Bauaufnahme, Aufrisse, Grundriss und Querschnitt, Kassel 1824
- Wachthaus des Pulvermagazins, Bauaufnahme, Aufriss und Grundriss, Kassel 1824